# Rio en Medio
Rio en Medio és una concentració de població designada pel cens dels Estats Units a l'estat de Nou Mèxic. Segons el cens del 2000 tenia 131 habitants.

## Demografia
Segons el cens del 2000, Rio en Medio tenia 131 habitants, 40 habitatges, i 31 famílies. La densitat de població era de 115 habitants per km².
Dels 40 habitatges en un 32,5% hi vivien nens de menys de 18 anys, en un 52,5% hi vivien parelles casades, en un 17,5% dones solteres, i en un 22,5% no eren unitats familiars. En el 12,5% dels habitatges hi vivien persones soles el 12,5% de les quals corresponia a persones de 65 anys o més que vivien soles. El nombre mitjà de persones vivint en cada habitatge era de 3,28 i el nombre mitjà de persones que vivien en cada família era de 3,74.
Per edats la població es repartia de la següent manera: un 29% tenia menys de 18 anys, un 8,4% entre 18 i 24, un 29% entre 25 i 44, un 26% de 45 a 60 i un 7,6% 65 anys o més.
L'edat mediana era de 35 anys. Per cada 100 dones de 18 o més anys hi havia 93,8 homes.
La renda mediana per habitatge era de 32.143 $ i la renda mediana per família de 32.143 $. Els homes tenien una renda mediana de 0 $ mentre que les dones 15.536 $. La renda per capita de la població era de 9.723 $. Cap de les famílies estaven per davall del llindar de pobresa.

## Poblacions més properes
El següent diagrama mostra les poblacions més properes.